# Zjednoczona Lewica (San Marino)
Zjednoczona Lewica (wł. Sinistra Unita) – koalicja lewicowa w San Marino, skupiająca Odrodzenie Komunistyczne oraz Zona Franca, dawną frakcję Partii Socjalistycznej.
W wyborach parlamentarnych w 2006 koalicja zdobyła 8,67% oddanych głosów (czyli 1911) i ma ośmiu deputowanych do Wielkiej Generalnej Rady.